# Шарл дьо Монтескьо
Шарл Луи де Секонда, барон дьо Ла Бред и дьо Монтескьо (на френски: Charles-Louis de Seconda, Baron de La Brède et de Montesquieu) е френски висш аристократ, писател, юрист, социолог.
Макар и успял романист, Монтескьо е известен преди всичко като историк–философ и държавен мислител. Той е и един от основоположниците на френското Просвещение, характеризиращо се с вярата в разума, доверието в науката и в рационализма. За разлика от Томас Хобс и Джон Лок, Монтескьо се изявява като силен прагматик и англофил. Той е основоположник на теорията за разделение на властите, залегнала в много конституции по света. Известен негов принос е и налагането на понятието деспотизъм в политическия речник. Неговият анонимно публикуван труд За духа на законите от 1748 г. е приет добре във Великобритания и американските колонии и оказва голямо влияние върху бащите основатели на САЩ при написването на американската конституция.

## Биография
Роден е на 18 януари 1689 година в Шато дьо ла Бред, Франция. На седемгодишна възраст губи майка си. От 1700 до 1705 е ученик в Католическия научен институт, недалеч от Париж. Завършва право и от 1716 в продължение на десет години е председател на парламента в Бордо. В период от три години изучава политическото и социално устройство на много европейски страни. Живее две години в Англия и изучава конституционната монархия; присъства на заседания на двете камари на парламента.
След като на 26 години завършва Католическия колеж в Жули се жени за Жана де Лартиг, протестантка, която му носи значителна зестра. Следващата година той наследява богатство след смъртта на чичо си, както и титлата барон де Монтескьо и поста Président à mortier в парламента в Бордо. В края на XVII и началото на XVIII век в Европа настъпват значителни политически промени: Англия е провъзгласена за конституционна монархия след Славната революция (1688 – 89) и след обединение с Шотландия в съюза от 1707 г. формира кралство Великобритания. През 1715 г. умира управляващият дълго време френски крал Луи XIV и 5-годишният Луи XV наследява престола. Тези национални промени имат огромно влияние върху Монтескьо. По-късно той се връща многократно към тях в своите творби.
Скоро след това той постига литературен успех с публикуването на своите „Персийски писма“ (роман, 1721), сатира, базирана на въображаема кореспонденция на персийски посетител в Париж, посочваща абсурдността на съвременното общество. Следващата му творба е „Разсъждения върху причините за величието и упадъка на римляните“ (1734), считана от някои учени за преход между „Персийски писма“ и най-добрата му работа. „За духа на законите“ е публикувана анонимно през 1748 г. и бързо извоюва голямо влияние. Във Франция не се приема добре нито от поддръжниците, нито от опонентите на режима. Римокатолическата църква през 1751 забранява „За духа на законите“, наред с други творби на Монтескьо, и я включва в Индекса на забранените книги. Тя получава голямо одобрение в останалата част на Европа, особено в Британия.
Освен писането на други творби за обществото и политиката, Монтескьо пътува из Европа в продължение на няколко години, посещавайки включително Австрия и Унгария, прекарвайки година в Италия и 18 месеца в Англия, преди да се установи във Франция.
Зрението му се влошава и ослепява напълно, преди да почине от силна треска на 10 февруари 1755 година на 66-годишна възраст. Погребан е в Париж.

## Възгледи и убеждения
Доналд Луц намира Монтескьо за най-често цитирания източник по отношение на управлението и политиката в колониална предреволюционна Британска Америка. Проследявайки отцепването на тринадесетте колонии, дейността на Монтескьо оказва огромно влияние на много бащи основатели на САЩ, най-вече на Джеймс Мадисън от Вирджиния, бащата на конституцията. Философията на Монтескьо, че „правителството трябва да се основава на това, че никой не трябва да се страхува от другия“, напомня на Мадисън, че свободната и стабилна основа на новото национално управление се нуждае от ясно обосновано и балансирано разделение на силите.
Монтескьо счита, че има два вида закони:
- закони на природата
- закони на разума

За запазването на гражданските свободи препоръчва разделянето на властта на законодателна, изпълнителна и съдебна, което влиза в практиката по време на Френската революция. Също така Монтескьо се противопоставя на монархията, на нетолерантността и нетърпимостта, както и на войната.

### Политически възгледи
Монтескьо се нарежда сред предшествениците на антропологията, в това число Херодот и Тацит. Той е един от първите, които разширяват сравнителните методи на класификацията до политическите форми на човешкото общество. Френският политически антрополог Джордж Бландер смята, че Монтескьо е „инициаторът на научното начало, което в това време играе ролята на културна и социална антропология“. Според социалния антрополог Д. Ф. Покок, „За духа на законите“ от Монтескьо е „първият логичен опит да се наблюдава многообразието на човешкото общество, да се класифицира и сравни, както и да се изучат вътрешните функции на институциите в рамките на обществото“. Политическата антропология на Монтескьо поставя началото на неговите теории за държавно управление.
Най-влиятелната творба на Монтескьо разделя френското общество на три класи (или trias politica, термин, който той създава): монархия, аристокрация и народ. Според съществуващата съсловна структура на тогавашната френска монархия (вж. Стар ред) управлението принадлежи на монарха, подпомаган от духовенството, аристокрацията и обикновените хора, представяни от Генералните щати, свиквани периодично. Монтескьо вижда два вида ръководни сили по това време: суверена и публичната администрация и предлага радикално новата идея за разделение на властите на изпълнителна власт, законодателна власт и съдебна власт. Те трябва да са отделно една от друга и зависими една от друга, така че влиянието на всяка една от тези власти да не надвишава това на останалите две, както поотделно, така и заедно. Това заличава и последната следа от феодална структура.
Според Монтескьо са възможни три форми на държавно управление, всяка от които се подкрепя от различен „принцип“:
- монархия (свободно управление, ръководено от наследствен монарх, т.е. крал, кралица, император), което разчита на принципа на честта;
- република (свободно управление, ръководено от избрани лидери), което разчита на принципа на добродетелта;
- деспотизъм (поробващо управление, ръководено от диктатор), което разчита на принципа на страха.

Свободните правителства са зависими от крехките конституционни разпоредби. Монтескьо посвещава четири глави от „За духа на законите“ на дискусия на управлението в Англия, от което има лични впечатления: съвременно свободно управление, в което свободата се подкрепя от баланса на властите. Монтескьо е притеснен, че във Франция средните сили (т.е. аристокрацията), които умерено поддържат монарха, са подкопани. Тези идеи за контрол на властите често са използвани от Максимилиан Робеспиер по време на Френската революция.
Монтескьо е доста напредничав за своето време и пропагандира отмяна на робството. Като част от това той представя сатиричен хипотетичен списък с аргументи „за“ робството. Подобно на много представители от своето поколение обаче, Монтескьо има доста идеи, които днес могат да се считат за противоречиви. Той твърдо подкрепя идеята за наследствената аристокрация и ценноста на първородството, а въпреки че идеята, че жената може да е глава на правителство, получава одобрението му, в същото време смята, че тя не е ефективна като глава на семейството.

## Творчество

### „Персийски писма"
„Персийски писма“ е епистоларен роман, който се състои от писма, пращани между двама измислени персийци, Усбек и Рика, които се отправят към Европа през 1711 и остават там поне до 1720 г., когато романът приключва. Въпреки че Монтескьо не е първият автор, който си е представял как европейската култура би изглеждала на неевропейски пътешественици, той прекрасно онагледява представата си.
Много от писмата са кратки описания на случки или характери. В началото хуморът им произхожда главно от това, че Усбек и Рика тълкуват грешно това, което виждат. Затова например Рика пише, че папата е магьосник, който „може да накара краля да вярва, че трите всъщност са едно“ или че „хлябът, който ядат, всъщност не е хляб, и виното, което пият, всъщност не е вино, и куп други подобни неща“ (Писмо 24). Когато Рика отива на театър, той си прави извода, че представителите на публиката в малките кабини всъщност са актьори, които, стоейки на едно място, забавляват публиката. В по-късните си писма Усбек и Рика вече не си правят такива грешни изводи, въпреки това те не намират действията на европейците за по-малко неразбираеми. Те описват хора, които са така обсебени от суета, че изглеждат безумно, грамотни хора, които до такава степен се заглеждат в малките детайли на един текст, че не виждат какво се случва в света около тях, и учени, които почти замръзват от студ, защото запалването на огън в стаите им ще наруши опитите за абсолютно точно измерване на температурата.
Пръснато из тези описателни писма, се разкрива персийското отражение на това, което виждат пътуващите. Особено Усбек се отдава на такива размишления и споделя доста от възгледите на Монтескьо – контраста между европейските и неевропейските общества, предимствата и недостатъците на различните правителствени системи, естеството на политическите авторитети и подобаващата роля на законите. Той казва, че най-доброто правителство е това, „което постига намеренията си с възможно най-малко неприятности“ и че то „контролира хората по начин, най-подходящ според техните наклонности и желания“ (Писмо 80). Монтескьо пише, че французите са изпълнени с любов към честта да се подчиняват на краля си и одобрително цитира твърдението, че французинът прави „доброволно и с удоволствие това, което султанът може да накара поданиците си да направят само чрез непрекъснато увещаване с награди и наказания“ (Писмо 89). Въпреки че авторът е абсолютно наясно с важността на справедливите закони, той счита законодателните промени като опасна задача, която трябва да се осъществява „само в страх и трепет“ (Писмо 129). Той подкрепя религиозния толеранс и смята, че насилствените промени в религиозните убеждения са не само неразумни, но и нехуманни. Чрез тези си наблюдения Усбек придобива чертите на разсъдлив и просветен наблюдател с дълбока отдаденост към справедливостта.
Една от най-съществените теми на „Персийски писма“ е действителната невъзможност да опознаем себе си, а Усбек е най-добрата илюстрация. Усбек има харем в Персия, в който жените му са държани под стража от неговите роби евнуси. Както жените, така и робите му могат да бъдат бити, малтретирани или убити по негова заповед, дори ако някой чужденец спре погледа си на тях. С други думи Усбек е деспот в дома си. Още от началото на пътуването си той се притеснява за неверността на жените си. Тези притеснения обаче не са защото ги обича, а защото, както той сам пише, „липсата ми на чувства към тях прерасна в тайна ревност, която ме поглъща“ (Писмо 6). С течението на времето в харема му се появяват проблеми – жените на Усбек започват да се карат една с друга, а на евнусите е все по-трудно да установяват ред. В крайна сметка дисциплината се разпада напълно. Главният евнух докладва на Усбек и след това внезапно умира. Неговият заместник обаче не е служител на Усбек, а на жените му. Той твърди, че не получава писмата на господаря си, а след като намира млад мъж в харема, пише: „Станах, разследвах въпроса и установих, че е било видение“ (Писмо 149). Усбек заповядва на друг евнух да възстанови реда, като му казва: „Остави милостта и деликатността… Направи всичко по силите си, за да възстановиш харема ми във вида, в който го оставих; но започни с изкупление – изкорени престъпниците и убий изкушените. Няма нищо, което не можеш да се надяваш да получиш от господаря си за такава невероятна работа“ (Писмо 153). Евнухът се подчинява на дадените заповеди и „чест, мрак и боязън са установени в харема“ (Писмо 156). Най-накрая Роксана, любимата жена на Усбек, и единствената, на която той има доверие, е намерена с друг мъж. Любовникът ѝ е убит, след което самата Роксана се самоубива, като преди това пише язвително писмо на Усбек, което гласи: „Как може да си мислиш, че съм толкова лековерна, че да допуснеш, че аз съм на този свят само за да задоволявам капризите ти? Не. Аз може да съм живяла в робство, но винаги съм била свободна. Променяла съм законите ти според природните закони и съзнанието ми винаги е оставало независимо“ (Писмо 161). С това писмо завършва и романът.
„Персийски писма“ е както най-забавната книга на философ от такъв ранг, така и една от най-мрачните. Тя представя добродетелта и себепознанието като почти недостижими. Почти всички европейци в романа представляват абсурдни образи. Тези, които не са, представят възгледите на Монтескьо. Рика е любезен, добър по природа, но това до голяма степен се дължи на факта, че той няма отговорности, неговата добродетел реално не е била поставена на изпитание. Въпреки привидните си просветеност и човечност, той се оказва чудовище, чиято злоба не му носи щастие, както той сам осъзнава, но това не му пречи да пречи на щастието на останалите. Евнусите му, за които е невъзможно да се надяват на свобода и щастие, се приучват да преиначават заповедите му и да тормозят жените му, а през по-голямата част от времето, въпреки че заявяват любов към него, всъщност плетат интриги. Единственият персонаж в романа, който заслужава уважение, е Роксана, но социалните привички в Персия правят живота ѝ непоносим. Тя е разделена от мъжа, когото обича, и е принудена да живее в робство. Нейното самоубийство е представено като благороден акт, но също така е и обвинение към деспотичните институции, които карат героинята да постъпи така.

### „За духа на законите“
Целта на Монтескьо в „За духа на законите“ е да обясни човешките закони и социалните институции. Това може да се окаже непосилна задача – за разлика от физическите закони, които според Монтескьо са създадени и съхранени през годините от Господ, позитивното право и социалните институции са създадени от човешки същества, които са склонни да грешат и които са „предмет… на невежество и грешки, извеждани от хиляди буйни страсти“. Следователно може да се очаква, че човешките закони и институции са не по-понятни от който и да е друг списък на човешките глупости. Очакване, което разделението на законите в различните общества изглежда потвърждава. Въпреки това Монтескьо вярва, че този хаос е доста по-разбираем, отколкото човек би си помислил. По негово мнение, ключът към разбирането на различните закони и социални системи се крие в идеята, че те трябва да бъдат пригодени към множество различни фактори и не могат да бъдат правилно разбрани, ако не са разглеждани в точно тази светлина. По този начин много от законовите и социалните системи, които са ни се стрували като загадка, могат да бъдат осмислени.
Да се разбере защо законите, които имаме, са точно такива, е важно не само само по себе си, но и от гледна точка на практическите цели. Най-същественото е, че подобно познание ще обезкуражи необосновани опити за промяна. Монтескьо не е утопист нито по темперамент, нито по убеждение. Той е на мнение, че е висше благо да живееш под стабилно, недеспотично управление, което позволява на гражданите да бъдат малко или повече свободни. Също добавя, че никой не бива да се меси в работата на такова управление. Ако разгледаме задълбочено собствената си система на управление, ще открием, че много от на пръв поглед дразнещите ѝ черти всъщност имат много смисъл. Следователно промяната във въпросните черти би отслабила системата като цяло. Човек би помисли, че например монархичното управление би било подсилено от отслабването на аристокрацията. Според Монтескьо обаче това предполага вероятността монархизмът да се превърне в деспотизъм – форма на управление, която е нестабилна и мразена от гражданите.
Разбирането на законните би отговорило на въпроса кои аспекти от тях се нуждаят от реформа и как тя би могла да бъда осъществена. Например, според Монтескьо законите на много държави биха могли да бъдат по-либерални и хуманни, и също, че могат да бъдат прилагани по ненасилствен начин. По същата логика религиозните преследвания и робството би следвало да бъдат отменени, а диалогът – подкрепян. Такива реформи биха засилили монархическото управление, след като подкрепят свободите и достойнствата на гражданите.

#### Форми на управление
Според Монтескьо има три типа правителства: републиканско правителство (може да приеме демократична или аристократична форма), монархия или деспотизъм. За разлика например от Аристотел, Монтескьо не разделя властта според добродетелите на суверена. Разделението между деспотизма и монархията например следва от това дали монархът ръководи по установени закони. Всяка форма на управление си има „принцип“ (установен набор от човешки страсти, които я въвеждат в действие). Всяка форма може да бъде опропастена, ако принципът ѝ бъде подкопан или унищожен.
В демокрацията хората са суверенът. Те могат да бъдат управлявани чрез министри или съветвани от сенат, но самите те (хората) избират как това да стане. Монтескьо я категоризира като любов към законите и към собствената страна. За тази форма избирателното право и гласуването играят решаваща роля. Нуждата да се защитят принципите ѝ обаче предполага доста по-обширни условия. Демокрацията изисква непрекъснато поставяне на общия интерес пред личния, също така ограничава амбицията до единственото желание човек да предоставя повече блага на обществото от съгражданите си. Тази форма на управление трябва да обучи гражданите си да намират своите интереси в интересите на обществото, а трябва да има и цензори, които да опазват нравите му. Тя трябва да търси пестеливост по закон, за да предпази гражданите от желанието да поставят личния над колективния интерес. Територията на демократичната държава трябва да е малка, за да може гражданите ѝ по-лесно да се идентифицират с нея и по-трудно да изплуват сериозни частни интереси.
Демокрациите могат да бъдат изопачени по два начина: т. нар. от Монтескьо „дух на неравенство“ и „дух на екстремно равенство“. Духът на неравенство се надига, когато хората не припознават интересите си в тези на държавата и следователно се опитват от една страна да поставят на по-преден план собствените си приоритети, а от друга – да придобият политическа власт над останалите хора. За дух на екстремно равенство говорим, когато хората вече не се задоволяват с това да са равни като граждани, а искат да бъдат равни във всяко отношение. Във функционираща демокрация хората избират магистрати, които да упражняват властта, като съответно им се подчиняват и ги уважават. Ако магистратите не оправдаят гласуваното им доверие, биват заменени. Когато става въпрос за дух на екстремно равенство обаче, хората нито се подчиняват на магистратите, нито ги уважават. При тези условия правителството рано или късно ще спре да работи, последните останки от добродетели ще изчезнат и демокрацията ще бъде заменена от деспотизъм.
При аристокрацията като форма на управление една част от хората управлява останалата. Принципът на управление е умереността. Тази добродетел кара аристократите да се разграничат и от потискане на хората, и от желание да заемат по-висша позиция един от друг. Следователно законите трябва да предполагат и защитават духа на умереността. За тази цел конкретните закони трябва да отговарят на три изисквания. Първо трябва да попречат на аристокрацията да злоупотребява с хората. Силата ѝ я изкушава и подтиква към такава злоупотреба. За да я избегнат, законите трябва да отхвърлят някои от привилегиите на аристокрацията като например необлагането с данък. На второ място законите трябва да замаскират разликата между аристокрацията и обикновените хора, за да може те да изпитват възможно най-малко липсата си на власт. Третото изискване е законите да се опитат да подсигурят равенство между самата аристокрация. Ако то не е изпълнено, тя ще загуби духа си на умереност и управлението ще бъде провалено.
При монархията един човек управлява по определени и установени закони. Според Монтескьо само по този начин монархът може да управлява по добър начин, защото в противен случай (ако няма определени и установени закони), ще има самовластие. Принципът на монархичното управление е честта. В разрез с добродетелта, нужна на републиканските управления, стремежът тук е към получаване на почит – стремеж, който е вроден. Именно затова образованието в една монархична държава има значително лесна задача – да засили амбициите и самочувствието, да предостави достоен идеал за честта и да създаде нужната учтивост за съвместен живот със себеподобни. Най-съществената задача на законите в монархията е да защити второстепенните институции, които всъщност разделят монархията от деспотизма. Следователно трябва големите съсловия да останат неразделени, да се защитят правата и привилегиите на аристокрацията. Законите също би трябвало да подкрепят разпространението на различията и на възнагражденията за почетно поведение, включително луксовете.
Монархията е изопачена, когато монархът унищожи второстепенните институции, когато реши да управлява деспотично, без да се съобразява с основните закони на страната си или когато намали стойността на почестите, към които гражданите се стремят. Първите два начина премахват разликите между монархизма и деспотизма. Третата представлява връзката между почетното поведение и съответстващите му възнаграждения. Във функциониращата монархия личната амбиция и чувството за чест вървят ръка за ръка. Именно в това се състои и голямата сила и стабилност на монархията – без значение дали гражданите действат подбудени от някаква добродетел, самочувствие, желание да служат на владетеля или прочее, те ще подпомогнат държавата си. Монарх, който управлява своеволно или който поощрява угодничеството вместо истинската чест, опропастява властта си.
В деспотичните страни един-единствен човек ръководи всичко според собствените си воля и каприз. Без закони, които да го направляват, и без да трябва да се отчита пред някого, който не е съгласен с него, деспотът може да прави каквото си поиска, без значение колко е безсмислено или безотговорно. Поданиците му не са много по-различни от роби и той разполага със съдбите им. Принципът на деспотизма е страхът. Образованието е ненужно при тази форма на управление. Ако изобщо го има, то има за задача да унижи ума и да пречупи духа. Понятия като чест и добродетел не бива да се появяват в съзнанието на подчинените на деспота, след като чувството за самостойност най-вероятно би предизвикало смущения. Следователно страхът трябва да потисне добре духа им и да угаси дори последната частица амбиция.
Деспотичните управления се подкопават сами. Поради несигурността на собствеността, търговията не може да се осъществява и следователно държавата остава бедна. Хората трябва да бъдат държани в състояние на страх от наказание, но с времето конвенционалните наказания губят силата си. Най-важното е, че характерът на деспота не му позволява да управлява ефективно. След като всяка воля на този тип владетел се изпълнява безусловно, той няма нужда да преценява, той просто иска. Поради тези причини той никога не е каран да развива форми на интелигентност или решителност. Вместо това той често е мързелив, сладострастен и апатичен и следователно няма интерес да управлява подобаващо поданиците си. В отсъствието му съзаклятията се умножават, особено когато управлението му е крайно неприятно за хората. От значение е и фактът, че народът вече няма много какво да губи. Деспотът трудно може да разчита на армията си, за да потуши бунт, тъй като пълководците му също биха искали да се възползват от ситуацията. Поради тези причини деспотичният владетел не е по-защитен от своите поданици.
Монархическите и републиканските управления включват определени правителствени структури, а гражданите им имат специфични типове мотивация. Когато тези структури се срутят или мотивацията не сработи, управлението се проваля, като резултатът от този провал е преминаването в деспотизъм. Но когато едно деспотично управление се провали, в общия случай се заменя от монархия или република. Създаването на стабилна монархия или република е изключително трудно, най-вече когато хората, които оформят законите на такова правителство, са живели в деспотизъм и са търпели последствията от него. За разлика от деспотизма, при монархията и демокрацията има сили, които да се противопоставят една на друга.

#### Свобода
Според Монтескьо политическата свобода е спокойствие на ума, произхождащо от идеята, че всеки човек има безопасност. Това не означава, че можем да правим каквото си поискаме – ако имаме свободата да нараняваме другите, те също ще имат свободата да наранят нас и вече няма да имаме увереност в сигурността си. Тя предполага живот в рамките на закон, който да ни закриля от посегателства, като в същото време ни дава възможно най-много свобода. По този начин ще бъдем убедени, че ако се подчиняваме на тези закони, силата на държава няма да бъде насочена срещу нас.
Свобода е да правиш всичко, което законът позволява (или не позволява). Това е негативна дефиниция за свободата, защото не е казано какво е това всичко, с други думи човек е свободен докъдето законът не му пречи (Джон Лок, Томас Хобс), законът регулира свободата.
Ако управлението желае да предостави на гражданите си възможно най-голяма свобода, то трябва да отговаря на определени характеристики. Първо, след като опитът сочи, че човек, който притежава власт, е предразположен към злоупотребата с нея, следва, че всяка власт трябва да е подчинена на друга такава. Това може да бъде постигнато чрез разделението на законодателната, изпълнителната и съдебната власт. Ако различни хора (или групи от хора) упражняват тези власти, всеки човек (група), може да въздейства на останалите при злоупотреба с власт. Но ако повече от една власт е концентрирана в един човек или група от хора, няма нищо, което да го/я спре да действа незаконно. Следователно и хората няма да имат увереност в сигурността си.
Определени положения могат да гарантират взаимното възпиране на властите. Монтескьо не е съгласен с твърдението, че само законодателната власт трябва да има правото да облага с данък, тъй като след това тя може да лиши изпълнителната от финансиране. Също така изпълнителната власт трябва да има право на вето върху решенията на законодателната власт, а тя (законодателната власт) трябва да се състои от две камари, всяка от които да възпира другата от прокарване на недобри закони. Съдебната власт трябва да е независима и от законодателната, и от изпълнителната, и трябва да се ограничава до прилагането на закона по конкретни дела по постоянен и последователен начин, за да може „ужасяващата за човечеството“ съдебна власт да стане невидима.
Свободата също изисква законите да засягат само обществените ред и сигурност, защото такива закони ще ни предпазят от вреди, като в същото време ни дават възможността да правим възможно най-много неща. Така например законите не трябва да касаят обиди към Господ, след като Той не се нуждае от защита. Те не трябва да забраняват това, което няма нужда да бъде забранено: „Всяко наказание, което не е предизвикано от нуждата, е тиранично. Законите не са просто обикновена проява на власт – нещата в собствената им природа не засягат тяхната компетенция.“ Законите трябва да са така съставени, че да улесняват максимално гражданите да се защитават от наказания, като не извършват престъпления. Те не трябва да бъдат неясни, тъй като ако са такива, хората може никога да не бъдат сигурни дали определено действие е престъпление или не. Също така не трябва да забраняват неща, които човек може да направи без да иска, като например бутането по невнимание на статуята на императора или нещо неволно като съмненията в някой от указите му. Ако подобни действия бяха престъпления, човек никога не би се чувствал свободен от преследване, тъй като колкото и усилия да положи да промени резултата от действията си, не може да успее. В заключение законите трябва да улесняват максимално невинен човек да докаже невинността си. Също така те не трябва да засягат мислите и сънищата, тъй като човек може да се опита да докаже, че не е извършил определено действие, но каквото и да прави, не може да докаже, че не е сънувал или мислил за нещо. Не трябва и да се криминализира действие, което е практически недоказуемо, като например вещерството, а законодателите трябва да внимават, когато описват в законите престъпления като содомията, които не се извършват пред свидетели и предоставят огромни възможности за клевета.
Монтескьо набляга на връзката между свободата и законите, което е необичайно сред съвременниците му и впоследствие вдъхновява реформи като тази на Чезаре Бекария.

#### Климат и географско положение
Монтескьо е на мнение, че климатът и географското положение оказват влияние върху темперамента на гражданите на една държава, въпреки това той не вярва, че тези влияния са непреодолими. Според него законите трябва да ги вземат под внимание и да противостоят на лошите последствия от тях при нужда.
Монтескьо твърди, че студеният климат „свива“ фибрите на телата и предизвиква първичността у хората. И обратното – топлината разширява фибрите и хората стават по-възвишени. Тези чисто физиологични промени влияят върху характера. Хората, които живеят на места с по-студен климат, са силни, самоуверени, смели, искрени и не се поддават на съмнения или коварства. Те са сравнително безчувствени към удоволствията и болката. Монтескьо пише, че „трябва да одереш жив московчанин, за да го накараш да изпита някакви чувства“. Тези, които живеят на места с по-топъл климат, имат по-силни, но по-малотрайни усещания. Те са по-боязливи, по-влюбчиви и по-податливи и на изкушения, свързани с удоволствия и на истинска или илюзорна болка. Също така са по-нерешителни и по-малко способни на продължителни и сигурни действия. Държанието на хората, които живеят в умерен климат, е непостоянно, след като „климатът не е достатъчно интензивен, за да определи характера им“. Тези различия, според Монтескьо, не са наследствени. Ако човек се премести от място с един климат на място с друг, следва, че и характерът му ще се промени според географското положение.
Качеството на почвата в определена държава влияе върху формата ѝ на управление. Монархиите са характерни за места с по-плодородна, а републиките – за местата с неплодородна почва. За тези факти има три причини. Първо живеещите по места с плодородни земи са по-податливи не към ценене на свободата, която едно управление предоставя, а на способността му да ги защитава, докато те си обработват земята. Следователно са готови да приемат монархията като държавно управление, ако тя може да им осигури споменатата сигурност. Монархичното управление често може да я предостави, тъй като времето ѝ за реакция при заплахи е доста по-кратко от това при републиката. На второ място държавите с плодородни земи са по-привлекателни и по-лесно покорими, защото работейки, хората са незащитени. При евентуално предаване на врага духът на свобода не може да бъде върнат, тъй като богатството на държавата представлява нейния „пакт за вярност“. Монтескьо е на мнение, че вероятността монархиите да водят офанзивни военни действия е по-голяма, като следователно е по-голяма и възможността да завземат нови земи. И трето – хората, живеещи на неплодородни земи, трябва да работят усилено, за да оцелеят. Този факт ги прави трезвомислещи, трудолюбиви, приспособими към трудности, храбри и готови за война. Обитателите на плодородни земи, напротив, са спокойни и със силно изразен инстинкт за самосъхранение. Поради тези причини обитаващите неплодородни земи са по-способни да се защитават от евентуални атаки, както и да предпазят свободите си от врагове.
Горепосочените факти дават предимства на страните с неплодородна земя като компенсация за неефективността на растениевъдството. Последствие е и, че вероятността такава държава да бъде нападната (а следователно – и да бъде опустошена) е много по-малка. Земята в тези страни може да бъде дори по-добра, защото „обработването на почвата не зависи от плодородността ѝ, а от свободата в държавата“. Това е и причината най-плодородните райони често да са рядко населени, а неплодородните земи (най-вече държавите на север) да са с по-висока гъстота на населението.
Монтескьо е на мнение, че климатът и географското положение обосновават процъфтяването на деспотизма в Азия. Според него този континент има две основни черти, които го различават от Европа. На първо място Азия практически няма област, която да попада в умерения пояс. Докато планините на Скандинавския полуостров спират арктичните ветрове, в Азия няма такъв буфер. Поради тази причина неплодородната северна област на този континент се простира много повече на юг от тази в Европа, а преминаването от нея към тропическия юг е много по-рязко. Затова войнствените, смели и активни хора почти веднага се срещат с тези, които са лениви, женствени и боязливи. „Следователно едните трябва да превземат, а другите –да бъдат превзети“, пише Монтескьо. В Европа преходът е много по-плавен, затова „силните нации“ срещат подобни на себе си. Другото значимо обстоятелство е, че Азия има много обширни полета, планините са по-разделени една от друга и реките не представляват „страховити бариери“ за завоевателите. Европа е разделена на много и малки райони, което прави почти невъзможно завладяването ѝ от една държава. Оттук следва и разделението на много страни в Европа. В Азия, напротив, има доста големи държави, което неминуемо предразполага към деспотизъм.

#### Търговия
От всички начини една държава да се обогати, Монтескьо смята, че търговията е единственият, който не предполага големи спънки. Покоряването и плячкосването на чужда страна може да предостави временни финансови потоци, но след кратко време разходите за армия, която да окупира и да поддържа статуквото, се увеличават до такава степен, че държавите, които могат да издържат на натиска, са твърде малко. Добиването на метали от колониалните мини води до инфлация, следователно цената на добива се покачва, а цената на добитите метали намалява. Покачващата се достъпност до пари води до развитие на търговията в други страни, но в държавата, на чиято територия се добиват сребро и злато, индустрията на обикновени стоки е унищожена.
Търговията не предполага такива отрицателни страни. Тя не изисква огромни армии или продължително поробване на група от хора, не пречи сама на себе си, както при горепосочения пример с добива на злато, а също така развива и индустрията на обикновени стоки. Следователно тя се поддържа сама и след определено време се отплаща на народите, които я използват. Въпреки че, според Монтескьо, тя не възпитава всички добродетели, като например гостоприемството (Монтескьо е на мнение, че то се среща повече сред бедните, отколкото сред търговски настроените хора), търговията все пак предполага някои добродетели: „търговският дух е свързан с такъв на скромност, икономия, умереност, труд, благоразумие, спокойствие, ред и правила“. Като допълнение тя е „лекарство за най-деструктивните предразсъдъци“, подобрява обноските и води до мир сред нациите.
Монтескьо е на мнение, че целта на търговията в монархиите до голяма степен е да доставя луксозни стоки. В републиките целта ѝ е да пренася желани стоки от една страна в друга, „получавайки малко“, но „получавайки непрекъснато“. При деспотизма рядко има търговия от какъвто и да било тип, тъй като няма сигурност на личната собственост. При монархията нито владетелите, нито аристокрацията следва да се занимават с търговия, защото съществува риск твърде много власт да се концентрира в едно лице. В същия смисъл при тези държавни управления не трябва да съществуват банки, след като всяко голямо съкровище остава за монарха. Монтескьо добавя, че при републиките е точно обратното – банките там са изключително полезни и всеки трябва да обвърже себе си с някаква форма на търговия. Забраната за избор за упражняване на определена професия унищожава надеждите на хората в подобрението на положението им. Следователно подобни забрани са характерни само за деспотични държави.
Докато някои меркантилисти смятат, че от търговията няма изгода, тъй като след като едни печелят, други несъмнено губят, Монтескьо смята, че тя е полезна за всички държави, освен за тези, които нямат нищо освен земята си и това, което тя произвежда. В тези дълбоко разорени страни търговията с други държави ще окуражи тези, които притежават земя, да постискат тези, които я обработват, вместо да развие манифактурата и индустрията на обикновени стоки. Въпреки това всички останали страни имат полза от търговията и трябва да се стремят да я осъществяват с възможно най-много други държави, защото от една страна се развиват икономически връзки между търгуващите, а от друга конкуренцията определя реалната цена на продукта.
Монтескьо определя търговията като дейност, която не може да бъде прекратена едностранчиво от едно правителство или монарх. Според него винаги е било вярно, че „търговията понякога е унищожена от завоеватели, понякога задушавана от монарси; тя обикаля света, отлита от местата, където е потисната и остава там, къде има свобода да диша“. През Средновековието свободата на търговията е изключително повишена. Евреите реагират на гоненията и конфискацията на имуществото им с измислянето на разменните писма. По този начин търговията придобива способността да намали насилието и да постави своите основи. Тези фактори пускат в движение развитие, което я прави още по-независима от монарсите и техните прищевки.
На първо място тя улеснява развитието на международните пазари, което поставя цените извън контрола на правителството. Според Монтескьо парите са признак, „който представя ценността на всички продукти“. Цената на стоката зависи от количеството пари и количеството стока, както и на количествата пари и стоки, които са на пазара. Монарсите могат да оказват влияние върху тези цени, като налагат тарифи и мита на определени продукти. Но след като не могат да контролират количеството пари и стоки, които са на пазара нито в собствената им страна, нито на международно ниво, монархът „може да определи цената на определен продукт, като издаде декрет, според който разликата от 1 до 10 е също такава, како от 1 до 20“. Ако монархът дръзне да направи това, следва да бъде заключено, че той сам си търси неприятности. „Понижаването на цените на провизиите в Антиохия от Юлий доведе до ужасен глад.“
На второ място тя позволява международна обмяна на валута, което поставя обменния курс далеч от правителствения контрол. Монархът може да създаде определена валута и да определи еквивалента в ценен метал на всяка единица от тази валута. Въпреки това кралете не могат да определят курса, по който валутата се обменя с друга такава. Тези курсове зависят от относителния недостиг на пари в държавата и се определят от общото мнение на търговците, а не от декретите на монарха.
Накрая осъществяването на международна търговия дава на правителствата сериозен подтик да се обвързват с политики, които подпомагат или поне не спират развитието ѝ. Правителствата трябва да запазват увереността във възможността да получат кредит, ако имат нужда. Това ги разграничава поне от най-високата степен на финансова безотговорност и от репресиране на гражданите, от които евентуално по-късно ще вземат на заем пари. След като развитието на търговията изисква възможност за вземане на заем, правителствата трябва да установят лихвен процент, които да окуражи взимането на заем, но не толкова висок, че да направи тегленето на кредит безсмислено. Данъците не трябва да са толкова високи, че да обезкуражават гражданите в надеждите им за подобряване на статуквото им, а законите трябва да дават на хората достатъчно свобода, че те да могат да осъществяват търговски взаимоотношения помежду си.
Най-общо казано Монтескьо е привърженик на тезата, че търговията е изключително полезна за правителствата. След началото на развитието на търговията с разменни писма и възобновяването на практиката на лихвения процент, Монтескьо пише: „стана необходимост принцовете да управляват с такова благоразумие, с каквото не са си и представяли; защото за големите усилия на властта бе установено, че са неразумни… Започнахме лечението си от Макиавелизма и се възстановяваме всеки ден. В съветите на монарсите започва да си проправя път повече умереност.“ Добре е, че от въпреки че монарсите изпаднат в ситуации, които да извлекат порочното у тях, в техен интерес е да бъдат хуманни и добродетелни.

#### Религия
Религията играе малка роля в „За духа на законите“. В Първа книга е указано, че Господ е създал природата и законите ѝ. След като е направил това, Той се е оттеглил и не играе роля по-нататък. Монтескьо не описва законите на нито една държава като дадени свише. Той смята, че различните религии са приложими в различните части на света. Протестантството е най-подходящо за републики, католицизмът – за монархии, а ислямът – за деспотизми. Религията е съобразена с географските условия – докато в горещината на Арабския полуостров не е подходящо да се яде свинско, в Индия не е удачно да се яде телешко, защото добитъкът не достига за обработване на земята.
Религията също може да облекчи ефекта от лоши закони и институции. Само тя може да държи сметка на деспотичното управление. Въпреки това, според Монтескьо, не е редно в основата на законите да се поставят религиозни принципи, тъй като те се стремят към съвършенство на индивида, а гражданските закони – към благото за обществото. Имайки предвид различието в целите, предлаганото от двата набора от правила често ще се различава. Гражданските закони не са подходящ начин за засилване на религиозни норми на поведение – Господ има Свои собствени закони и е способен сам по Себе Си да подсигури тяхното изпълнение. Когато се опитаме да правим това, поведението ни прелива във фанатизъм и потисничество, което не служи нито на Бог, нито на държавата.
Ако няколко религии имат представители в една държава, те трябва да бъдат толерирани не само от държавния апарат, но и от гражданите. Ако опитите за обръщане на човек от една религия в друга са оправдани, насилствената ѝ смяна е неефективна и нехуманна.

## Произведения
- Memoirs and discourses at the Academy of Bordeaux (1718 – 1721)

- Spicilège (1715)
- Système des idées (1716)
- Lettres persanes (1721)
„Персийски писма“, изд. Народна култура, 1974, прев. Дора Попова
- Le Temple de Gnide (1725)
- Histoire véritable (1723 – 1738)
- Considérations sur les causes de la grandeur des Romains et de leur décadence (1734)
„Размишления върху причините за величие и падение на римляните“, изд. Ст. Атанасов, 1907, прев. Матей Геров
- Arsace et Isménie (1742)
- De l'esprit des lois (1748)
„За духа на законите“, изд. Наука и изкуство, 1984, прев. Тодор Чакъров
- La défense de „L'Esprit des lois“ (1750)
- Essai sur le goût (1757)
- Mes Pensées (1720 – 1755)